# Братська могила радянських воїнів Південно-Західного фронту (м. Добропілля)

## Основні дані
Пам'ятка історії.
Місце розташування: вул. Молодіжна, 1, Сквер шахти РСЧА. м. Добропілля, Донецька обл.
Дата встановлення — 1946 р.
Реєстровий номер — 243

## Історична довідка
У період з 15 по 20 лютого 1943 року на місцевості, яка прилягає до селищ шахти 17-18 РСЧА (зараз просто РСЧА), Комсомольський рудник, бойові дії вели частини 10 танкового корпусу (183-тя танкова бригада та ін.), а 21—23 лютого — 18-го танкового корпусу. У боях загинула значна кількість воїнів з цих підрозділів, а також добровольців із місцевих жителів та партизан. Точна їх кількість не відома, оскільки після відступу більшість тимчасових могил була зрівняна із землею, і до остаточного визволення 8 вересня 1943 року не збереглась.
В архівах обласного військкомату знаходяться списки на 45 воїнів, в цьому числі, дві жінки: рядова Дмитрієва Олександра Петрівна і військовий лікар Плотникова А. К. (номери військових частин невідомі). Перепоховання в загальну могилу відбулося у 1946 році, розпізнавання останків не представлялося можливим, документи та металеві медальйони були відсутні.
Частина останків була розбита: не було окремих фрагментів, але за спогадами місцевих краєзнавців, загальна кількість становила близько 70 осіб.

## Характеристики
Пам'ятник представляє бетонну скульптуру воїна, одягненого у шинель, без головного убору, з прапором у правій руці. Скульптуру встановлено на постаменті з цегли. У підніжжі скульптури — зображення лаврового вінку з меморіальним написом: 
Вечная слава героям в Великой Отечественной войне 1941—1945 гг.
Перед пам'ятником знаходиться надгробок.